# Alania Airlines
Alania Airlines (Russisch: ОАО Авиакомпания «Алания») of Alaniya Airlines was een Russische luchtvaartmaatschappij met haar thuisbasis in het Kaukasische Vladikavkaz, hoofdstad van de autonome republiek Noord-Ossetië-Alanië. Zij voerde chartervluchten uit binnen en buiten Rusland.

## Geschiedenis
Alania Airlines is opgericht in 1996 als Alania Leasing Airlines.
In 2002 werd de naam gewijzigd in Alania Airlines. In 2007 werd de maatschappij overgenomen door VIM Airlines.

## Vloot
De vloot van Alania Airlines bestaat uit: (nov. 2006)
- 3 Yakolev Yak-42D
- 1 Tupolev TU-134A